# Aumont Communal Cemetery
Aumont Communal Cemetery is een begraafplaats gelegen in de Franse plaats Aumont (Somme) (Somme). De militaire graven worden onderhouden door de Commonwealth War Graves Commission.
De begraafplaats telt 2 geïdentificeerde Gemenebest graven uit de Tweede Wereldoorlog.